# Rusaniwka (obwód żytomierski)
Rusaniwka (ukr. Русанівка) – wieś na Ukrainie, w obwodzie żytomierskim, w rejonie żytomierskim, w hromadzie Radomyśl. W 2001 liczyła 280 mieszkańców.